# Thoiré-sur-Dinan
Thoiré-sur-Dinan là một xã trong tỉnh Sarthe ở tây bắc nước Pháp. Xã này nằm ở khu vực có độ cao từ 66-151 mét trên mực nước biển.